# Jean Dorion
 (décembre 2011).
Si vous disposez d'ouvrages ou d'articles de référence ou si vous connaissez des sites web de qualité traitant du thème abordé ici, merci de compléter l'article en donnant les références utiles à sa vérifiabilité et en les liant à la section « Notes et références ».
Pour les articles homonymes, voir Dorion.
Jean Dorion (né le 17 août 1942 à Montréal) est un militant nationaliste et un sociologue québécois. 

## Biographie
Il fut député de la circonscription de Longueuil—Pierre-Boucher, où il a été élu le 14 octobre 2008. Il fut le président de la Société Saint-Jean-Baptiste de Montréal de 1989 à 1994 et de 2003 à 2008. De 1994 à 2000, il fut délégué général du Québec à Tokyo. Dorion a également été le trésorier du Mouvement national des Québécoises et Québécois. 
Dorion milite en faveur de la législation linguistique depuis les années 1960. 
En avril 2006, il s'oppose à une dérogation à la loi sur la fête nationale du Québec qui permettrait aux commerçants montréalais de poursuivre leurs activités pendant le Grand Prix du Canada.
Il est réélu à la tête de la Société en 2007.
En septembre 2008, il se porte candidat du Bloc québécois dans la circonscription Longueuil—Pierre-Boucher pour la quarantième élection fédérale de l'histoire du Canada. Il succède, comme candidat du Bloc québécois, à Caroline St-Hilaire, élue députée pour la première fois à l'élection de 1997. La circonscription passa aux mains des Néo-démocrates lors de sa défaite face à Pierre Nantel en 2011.

## Référence
1. ↑  "Intégration des immigrants : la Société Saint-Jean-Baptiste s'inquiète des intentions du gouvernement Charest", communiqué de presse, CNW Telbec, 8 juin 2003, téléchargé le 2 octobre 2006.